# La Sociedad
La Sociedad fue un dúo musical chileno, formado en la comuna de Ñuñoa, Santiago de Chile, en el año 1984, disuelto en 2001 y reunido nuevamente en 2012, para ser disuelto definitivamente en 2016.

## Historia
Estuvo compuesto por Pablo Castro (Santiago, 25 de octubre de 1971) y Daniel Guerrero (Valdivia, 4 de marzo de 1973). Entre sus mayores éxitos se encuentran «Esas mujeres», «Cómo», «El final», «Una historia de amor», «Y verás», «Quiero», «Miénteme amor», «La vida», «El club del chachachá», «Ve y dile», «Quizás», «Corazón solitario» y «Tanta pasión». Estas canciones fueron bien recibidas comercialmente en varios países como Chile, Perú, Paraguay, Argentina, México y Venezuela.[cita requerida]
Actualmente, el dúo se encuentra disuelto, mientras Castro y Guerrero desarrollan en paralelo sus actividades solistas.

## Discografía
Los álbumes de la banda son los siguientes:

### Álbumes de estudio[1]
| Año  | Título                  | Discográfica       |
| ---- | ----------------------- | ------------------ |
| 1993 | Misterios               | Magic Records/EMI  |
| 1994 | Dulce y fatal           | EMI                |
| 1996 | El camino de los sueños | EMI                |
| 1998 | Corazón latino          | BMG                |
| 2000 | Bar de amores           | BMG                |
| 2014 | 13                      | Chilevisión Música |

### Álbumes recopilatorios
| Año  | Título                       | Discográfica                     |
| ---- | ---------------------------- | -------------------------------- |
| 1998 | Sus grandes éxitos           | EMI                              |
| 2002 | Grandes de la música popular | EMI                              |
| 2004 | Colección inmortales         | EMI                              |
| 2009 | Sus grandes éxitos           | EMI                              |
| 2010 | Antología éxitos originales  | EMI                              |
| 2015 | Románticos en español        | Discos CNR Chile/Universal Music |

### Álbumes en directo[2]
| Año  | Título                    | Discográfica       |
| ---- | ------------------------- | ------------------ |
| 2013 | Grandes éxitos en vivo    | Master Media Ltda. |
| 2013 | Sesión acústica en FM Dos | Autoedición        |

### Participación en bandas sonoras de televisión
- 1997 - Rossabella (con la canción «Esas mujeres»)
- 1999 - Suave veneno (con la canción «Una historia de amor»)
- 1999 - Cerro Alegre (con la canción «Corazón solitario»)
- 2001 - Corazón pirata (con la canción «Bailando en la calle»)
- 2013 - El hombre de tu vida (con la canción «Ay amor»)

### Sencillos
Misterios
- 1993 "Yo te quiero"
- 1993 "Un amor no termina así"
- 1994 "El club del Cha-Cha-Cha"

Dulce y fatal
- 1995 "Y verás"
- 1995 "Por ti"
- 1995 "La vida"
- 1996 "Destino"

El camino de los sueños
- 1996 "Quizás"
- 1996 "Que fue de ti"
- 1996 "Ve y dile"
- 1997 "Esas mujeres"
- 1997 "Miénteme amor"

Corazón latino
- 1998 "Como"
- 1998 "Quiero"
- 1998 "Corazón solitario"
- 1999 "Una historia de amor"
- 1999 "Regálame una rosa"

Bar de amores
- 2000 "Tanta pasión"
- 2000 "Cuando un amor se va"
- 2001 "Bailando en la calle"

13
- 2013 "Me muero"
- 2014 "El final"

### Videoclips
Vídeos oficiales no editados en DVD:
- 1993 - Yo te quiero
- 1994 - El club del Cha-Cha-Cha
- 1995 - Y verás
- 1996 - Destino
- 1996 - Quizás
- 1997 - Miénteme amor
- 1998 - Como
- 1998 - Quiero
- 1998 - Corazón solitario
- 1999 - Una historia de amor
- 2000 - Tanta pasión
- 2013 - Me muero
- 2014 - El final

⁎ 2024 - Hasta Siempre Homenaje Adiós Dúo La Sociedad, Hasta Ya Nunca Más